# Liste der Gouverneure von Telangana
Die folgende Tabelle listet die Gouverneure von Telangana mit jeweiliger Amtszeit auf. Der Bundesstaat wurde am 2. Juni 2014 aus Distrikten des Bundesstaates Andhra Pradesh gebildet.
| # | Name                             | Amtsantritt       | Ende der Amtszeit |
| 1 | E. S. L. Narasimhan (* 1945)     | 2. Juni 2014      | 7. September 2019 |
| 2 | Tamilisai Soundararajan (* 1961) | 8. September 2019 | 20. März 2024     |
| 3 | C. P. Radhakrishnan (* 1957)     | 20. März 2024     | 31. Juli 2024     |
| 4 | Jishnu Dev Varma (* 1957)        | 31. Juli 2024     | im Amt            |